# Clã da Guia
O Clã da Guia refere-se aos jogadores de futebol da Família da Guia, de Bangu.
A família da Guia foi um grande celeiro de futebolistas do cenário nacional, onde irmãos e sobrinho se tornaram ídolos de times tradicionais do Brasil. Luiz da Guia, um dos maiores zagueiros da história do Bangu jogando 19 anos no clube e batendo recorde de anos no time principal de um clube. Domingos da Guia, para muitos considerado o maior zagueiro do futebol brasileiro, maior zagueiro da história do Bangu, Flamengo e Seleção Brasileira. Ladislau da Guia, maior artilheiro da história do Bangu, artilheiro de 2 campeonatos cariocas; e teve passagem no Flamengo. Médio da Guia, campeão carioca pelo Bangu, atuou 6 anos como titular do Flamengo, sua classe era tanta que seu apelido era o nome de sua posição. Ademir da Guia, campeão pelo Bangu e maior ídolo da história do Palmeiras, assim como seu pai Domingos atuou em copa do mundo. Por fim, Neném da Guia, que atuou no jogo Bangu 1 a 1 Seleção Brasileira em 1970 em Moça Bonita.

## Luiz da Guia
Luiz Antônio da Guia - Apelido (Perfeito): (1894 - 1969) Era irmão de Médio da Guia, Domingos da Guia, Ladislau da Guia e tio de Ademir da Guia.
Em 1912 começa a história da família da Guia no Bangu. O primeiro foi Luiz da Guia que estreou contra o Flamengo.
Mesmo sem ter a mesma projeção de Domingos da Guia, quem o viu jogar diz que a categoria não ficava devendo em nada para o irmão mais novo. “O Perfeito” como era chamado pela imprensa, foi convidado a jogar no rival América ele disse: "Talvez seja fácil vestir a camisa do America. Difícil vai ser enfrentar o Bangu”. Luiz da Guia jogou dezenove anos no Bangu, um recorde no futebol brasileiro, e conquistou dois títulos da segunda divisão carioca.

## Domingos da Guia
Domingos Antônio da Guia - Apelido (Divino mestre): (1912 - 2000), era irmão de Luiz da Guia, Ladislau da Guia, Médio da Guia e pai de Ademir da Guia.
Revelado pelo Bangu, Sua ligação com o Bangu é tão grande que seu nome é citado no hino do clube. Além do Bangu, Domingos da Guia jogou e teve grande destaque no Flamengo, Vasco, Corinthians, Nacional de Montevidéu e Boca Juniors da Argentina.
Zagueiro clássico e de excelente técnica, é apontado como um dos melhores do futebol brasileiro. Sua "marca registrada" era sair driblando os atacantes adversários. Tal jogada de extrema habilidade e risco, mas que sempre foi perfeitamente executada por Domingos da Guia, ficou conhecida como Domingada.

## Ladislau da Guia
Ladislau Antônio da Guia - Apelido (Tijoleiro): (1905 - 1988) foi um futebolista brasileiro, era irmão de Médio da Guia, Domingos da Guia, Luiz da Guia e tio de Ademir da Guia.
Estreou em 1926 e jogou como centroavante no Bangu até 1940. Maior artilheiro do clube com 222 gols, 181 em jogos oficiais, era conhecido como “Tijolo quente” por causa de seus chutes potentes.
Foi artilheiro do Campeonato Carioca de 1930, quando marcou 20 gols e em 1935 quando fez 18 gols.

## Médio da Guia
Mamede Antônio da Guia – Apelido (Médio): (1911-1948), foi um futebolista brasileiro que atuava como meio campo.
Era irmão Luiz da Guia, Domingos da Guia, Ladislau da Guia e tio de Ademir da Guia.
Iniciou a carreira no Bangu onde teve grande destaque e foi campeão carioca de 1933. Foi contratado pelo Flamengo em 1936 e por lá ficou até 1942, jogando 171 partidas e fazendo 3 gols. Era um meio campo e os jornalistas o apelidaram de Médio, o nome de sua posição na época devido a tal categoria.

## Ademir da Guia
Ademir da Guia - Apelido (Divino): (1942 - ) é um ex-futebolista brasileiro,
Era filho de Domingos da Guia, e sobrinho de Luiz da Guia, Ladislau da Guia e Médio da Guia.
Iniciou a carreira no Bangu onde teve grande destaque e foi campeão da International Soccer League de 1960. Maior ídolo da história do Palmeiras, onde foi titular absoluto por mais de dezesseis anos. Considerado pela crítica como um dos melhores jogadores do futebol brasileiro de todos os tempos, pela classe com que jogava, herdou o apelido de seu pai, Domingos da Guia, e passou a ser chamado de "Divino". Também é tido como um dos craques mais injustiçados da história do futebol brasileiro, pois durante toda a sua longa carreira, foi convocado apenas 14 vezes para a Seleção, e disputou apenas uma partida em Copas do Mundo, a de 1974, quando o Brasil já estava desclassificado, na disputa pelo 3º lugar contra a Polônia.